# Ağaçcılar, Pamukova
Ağaçcılar là một xã thuộc huyện Pamukova, tỉnh Sakarya, Thổ Nhĩ Kỳ. Dân số thời điểm năm 2008 là 20 người.